# Кукшум
Кукшу́м (рос. Кукшум, чув. Ҫӑлкас Кăкшăм) — село у складі Вурнарського району Чувашії, Росія. Входить до складу Алгазінського сільського поселення.
Населення — 300 осіб (2010; 390 у 2002).
Національний склад:
- чуваші — 99 %